# Гусь и Томтом
«Гусь и ТомТом» (Goose And TomTom) — криминальная комедийная пьеса в двух действиях Дэвида Рабе, написанная в 1982 году и поставленная в 1986 году. Также повторно ставилась в 2002-м, 2005-м и 2007-м году. Слоган на афишах гласит «Призраки украли счастье Лорейн. Пришло время Гусю и ТомТому вернуть украденное! Кому-то будет больно!»

## Сюжет
Обожающая драгоценности и хранящая их в потайном шкафу, Лоррейн однажды обнаруживает вместо них Лулу, сестру Бинго, заклятого врага парня Лоррейн — ТомТома. Спокойный и ироничный ТомТом берет в помощь своего неуравновешенного друга, драг-дилера Гуся чтобы разобраться, в чём дело.

## Постановка
«Мадонна — лучшая исполнительница роли Лорен… Она ей очень подходила. До того, как мы начали работать вместе, я знал Мадонну только как «материальную девчонку» из её песни, сексуальную и прагматичную, в чем-то циничную. У неё есть реплики вроде: «Я собираюсь править миром»; думаю, что она говорила это всю жизнь, даже в детстве»
 Впервые пьесу поставили летом 1986 года в Нью-Йорке, с 28 по 31-е августа в Mitzi Newhouse Theatre. В главных ролях были задействованы актёр Шон Пенн (ТомТом), актёр Харви Кейтель(Гусь) и певица Мадонна(Лоррейн). Постановка продолжалась до октября того же года. Затем пьесу ещё несколько раз ставили в других театрах и с другим составом.
Критика на спектакль после премьерного показа была скорее положительной. Хотя публика признавалась что больше хотелось посмотреть на чету Шон-Мадонна (которые на тот момент были самой обсуждаемой звездной парой), нежели на саму постановку.
Драматург Дэвид Рабе задумывал пьесу как «гностическую сказку», в которой переплетаются земное и сверхъестественное. По сюжету Мадонна-Лорен разжигает ревность двух гангстеров, одного из которых (Томтома) играл тогдашний муж певицы Шон Пенн. Шон был поклонником Рабе и очень хотел, чтобы Мадонна участвовала в этом спектакле. Это была вторая совместная работа звездных супругов после провала «Шанхайского сюрприза». Спектакль шел на сцене четыре дня, затем Мадонне пришлось уехать на съемки «Кто эта девчонка?». Хотя представление посмотрела едва ли тысяча зрителей, критики говорят, что это одна из лучших её ролей.